# Callotillus eburneocinctus
Callotillus eburneocinctus is een keversoort uit de familie mierkevers (Cleridae). De wetenschappelijke naam van de soort is voor het eerst geldig gepubliceerd in 1911 door Wolcott.